# Розацеа
Роза́цеа (от лат. acne rosacea — розовые угри) — хроническое рецидивирующее заболевание кожи лица, характеризующееся гиперемией, расширением мелких и поверхностных сосудов кожи лица, образованием папул, пустул, отёком, телеангиэктазиями.

## Эпидемиология
Заболевание очень распространено. Им страдают до 10 % всех дерматологических больных в России. Склонность к заболеванию наблюдается у людей I-го и II-го типа фоточувствительности кожи. Дерматоз чаще встречается у светлокожих людей и в особенности у женщин (они заболевают в три раза чаще). Заболевание начинается в большинстве случаев на третьем-четвёртом десятилетии жизни и достигает расцвета между сорока и пятьюдесятью годами жизни.

## История изучения
О заболевании было известно в эпоху Возрождения, оно было изображено в работах флорентийского живописца Доменико Гирландайо. В медицине розацеа впервые была исследована во Франции хирургом Ги де Шолиаком. Он назвал заболевание фр. goutterose, что означает «розовая капелька», или фр. couperose. Чуть позже французские учёные ввели термин фр. pustule de vin («прыщи вина»). А в 1812 году английский дерматолог Томас Бэйтман присвоил заболеванию название — «розацеа» (от латинского лат. rosaceus — сделанный из роз).

## Патогенез
В основе патогенеза розацеа лежит изменение тонуса поверхностных артериол кожи лица, которые обусловлены различными факторами, последовательно влияющими на развитие заболевания.
Экзогенные факторы:
- Физические факторы (солнечные инсоляции, воздействие тепла, холода, частые химические пилинги)[10];
- Алиментарные факторы (употребление алкоголя, горячих напитков, пряностей).

Эндогенные факторы:
- Патология пищеварительного тракта (заболевания, ассоциированные с Helicobacter pylori)[11], у 50 % пациентов с розацеа выявляют клинические и гистологические признаки гастрита, у 33 % — патологические изменения слизистой оболочки тощей кишки[7], также сопутствующими заболеваниями могут быть дуоденит, гастроэзофагеальная рефлюксная болезнь, язвенная болезнь желудка и двенадцатиперстной кишки[12].
- Деятельность клещей рода Demodex (D. brevis и D. folliculorum)[13];
- Инфекционные заболевания кожи;
- Патология эндокринной системы;
- Изменение иммунного статуса организма;
- Влияние компонентов свёртывающей и калликреин-кининовой систем крови на сосуды.

## Клинические проявления
Клинически различают несколько форм розацеа:
- Эритематозно-телеангиэктатическая. Эритема носит персистирующий характер (держится постоянно). На коже щёк появляются множественные телеангиэктазии.
- Папуло-пустулёзная. На фоне возникшей эритемы появляются группы мелких папул с тонкими чешуйками на поверхности. Располагаются они вначале на коже носа и носогубных складок, затем распространяются на кожу лба и подбородка. Часть папул со временем трансформируется в пустулы, заполненные стерильным содержимым. Нередко развивается инфильтрация кожи и отёк.
- Фиматозная (или папулёзно-узловатая). Эта форма характеризуется появлением узлов и бляшек. Отмечается увеличение размеров высыпаний с их последующим слиянием. Фиброз и гиперплазия сальных желёз приводит к увеличению участков кожи («фима»).
- Глазная. Включает блефарит, инфекции конъюнктивы, конъюнктивит, кератит, ирит, халязион и др. Пациентов могут беспокоить фотофобия, нечёткость зрения, зуд, слезотечение, сухость глаз, ощущение инородного тела и др. Глазные симптомы могут выявляться у 50 % пациентов с кожными формами розацеа[15]. Детальное уточнение глазных симптомов и осведомлённость пациентов об этой форме розацеа помогают своевременно обратиться к офтальмологу.

Розацеа наиболее часто проявляется у женщин старше 30 лет, за исключением фиматозной формы, которая чаще встречается среди мужчин. Чаще поражаются светлокожие представители европеоидной расы. У людей с более тёмным цветом кожи распознать розацеа может быть сложнее.

## Дифференциальная диагностика
Заболевание розацеа необходимо дифференцировать со следующими болезнями:
- вульгарные угри;
- периоральный дерматит;
- красная волчанка;
- дерматомиозит;
- туберкулёзная волчанка;
- саркоидоз[16].

## Лечение
Лечение зависит от типа розацеа и тяжести.
В целом, требуется изменение поведения для уменьшения воспаления:
- следует избегать триггеров (если таковые были замечены),
- оптимизировать уход за кожей (использовать максимально щадящие косметические средства (например эмоллиенты), негорячую воду и мягкие очищающие средства),
- избегать воздействия раздражающих средств (например тональных средств, вяжущих средств, химических пилингов и др.).
- использовать солнцезащитные средства, уменьшающие покраснение кожи[14].

#### Эритематозно-телеангиоэктатическая форма
Прежде всего необходимы вышеописанные изменения образа жизни.
Лазерная/светотерапия может быть эффективна для тех, у кого не происходит улучшения или у кого заболевание прогрессирует. Такое лечение влияет на сосудистый компонент. Однако возможен рецидив, вследствие чего необходимы повторные курсы лечения.
Фармакологическое лечение на сегодня имеет ограниченное значение. Бримонидин, агонист вазоконстрикторных α-2-адренергических рецепторов, наносимый местно, показал улучшение у небольшого процента пациентов. К тому же, каждый препарат имеет побочный эффект.

#### Папулопустулезная форма
Проводится местное и системное лечение. Для лёгких случаев препаратами первой линии могут быть метронидазол местно, азелаиновая кислота или ивермектин.
Местное (накожное) применение метронидазола обладает антимикробным, противовоспалительным и антиоксидантным эффектами. Метронидазол местного применения оказался не менее эффективен, чем антибиотик доксициклин. При лечении пациентов с более тяжелой степенью заболевания применяется комбинированная терапия доксициклином и метронидазолом, которая оказывает дополнительный положительный эффект, а продолжение местного применения метронидазола после прекращения приема доксициклина поддерживает ремиссию примерно у 80% пациентов.  Прием 1%-ого препарата один раз в день оказался таким же эффективным, как и двухкратный прием. Местное применение метронидазола безопасно и хорошо переносится пациентами. Среди наиболее часто встречаемых побочных реакций наблюдаются раздражение и дерматит. 
Азелаиновая кислота также обладает антиоксидантными и противовоспалительными свойствами. Механизм ее действия при розацеа до конца не изучен. Считается, что она подавляет активность калликреина-5 и серин-протеазы, которые выступают ключевыми механизмами развития воспалительного процесса при розацеа. Рекомендуется использовать дважды в день, но может быть достаточно и одного раза в день. Подобно метронидазолу местного применения, азелаиновая кислота значительно сокращает количество воспалений и проявления эритемы. Что касается переносимости, то применение азелаиновой кислоты приводило к раздражению кожи лица, сухости и временному ощущению покалывания и жжения.
Применения ивермектина (1% крем) один раз в день может быть достаточно. Ивермектин обладает противопаразитарными и противовоспалительными свойствами. Механизм его действия при розацеа неизвестен, но эффективность может быть связана со снижением уровня фактора некроза опухоли-альфа и интерлейкина 1b. Ивермектин эффективно борется с клещами Demodex, которые могут являться одной из причин развития розацеа. Наиболее часто отмечаемые побочные эффекты при применении ивермектина аналогичны побочным эффектам метронидазола и азелаиновой кислоты и включают раздражение, ксероз, жжение и зуд. Ивермектин местного применения безопасен и более эффективен, чем метронидазол местного применения, при среднем и тяжелом течении заболевания.
Часто рекомендуется сульфацетамид серы, хотя механизм его действия неизвестен. Использование 10%-ого крема c сульфацетамидом натрия и 5%-ого крема с серой с фактором защиты от солнца сократило количество воспалений, признаки эритемы и розацеа по сравнению с метронидазолом локального применения. Однако существенными недостатками такого лечения являются жжение, раздражение и неприятный запах. Поскольку пребывание на солнце может усугубить розацеа, добавление солнцезащитного крема к сульфацетамиду натрия или серы в этом протоколе лечения может привести к неправильной интерпретации результатов.
Традиционно наиболее часто для среднетяжёлого/тяжёлого течения применяют тетрациклины (перорально): доксициклин или миноциклин 100 мг дважды в день, в течение 4-12 недель. Реже используют макролиды. По состоянию на 2017 год, доксициклин являлся единственным препаратом системного действия, одобренным Управлением по санитарному надзору за качеством пищевых продуктов и медикаментов США, для лечения папулопустулезной розацеа.  В практике обычно используют дозы от 40 до 200 мг в день. Более высокие дозы доксициклина не приносят дополнительной пользы, но могут увеличить риски возникновения побочных эффектов. Есть также сведения об эффективности применения 20 мг доксициклина дважды в день. Хотя доксициклин и является наиболее предпочтительным антибиотиком при лечении розацеа, миноциклин пролонгированного действия обеспечивает аналогичный эффект по снижению количества воспалительных элементов. Миноциклин может быть потенциальной альтернативой для пациентов, толерантных к доксициклину или имеющих непереносимость.
У пациентов с рефрактерным течением болезни возможно применение изотретиноина. Оказался эффективным прием изотретиноина перорально в дозе 10 мг в день: у пациентов с тяжелой, стойкой розацеа сократилось количество воспалений и признаков эритемы.
Также для лечения папулопустулезной формы розацеа был изучен пероральный прием макролидных антибиотиков, таких как азитромицин, в различных дозах, но их применение ограничено из-за противоречивых результатов, побочных эффектов со стороны желудочно-кишечного тракта, и потенциальной резистентности к макролидам. Однако азитромицин может быть показан пациентам, которые не могут принимать доксициклин, например, беременным женщинам.
Поскольку заболевание хроническое, часто требуется поддерживающая терапия. Пациентам могут назначать местную или системную терапию (например суб-антимикробные дозы тетрациклинов или короткие курсы на время обострения).

#### Лечение фимозной розацеа
На ранней стадии предлагается использование перорального изотретиноина. В более поздних случаях применяется лазерное или хирургическое удаление масс.

## Самообразование пациентов
Является важной составляющей качества жизни пациентов с кожными заболеваниями. Существуют сообщества пациентов, через которые распространяется проверенная информация о заболевании, часто организовывается с участием врачей-экспертов, например американское Национальное общество пациентов с розацеа.